# Charlie Jones (giocatore di football americano)
Charlie Jones (Deerfield, 29 ottobre 1998) è un giocatore di football americano statunitense che milita nel ruolo di wide receiver per i Cincinnati Bengals della National Football League (NFL).

## Carriera

### Cincinnati Bengals
Al college Jones giocò a football all'Università di Buffalo (2017-2019), ad Iowa (2020-2021) e all'Università Purdue. Fu scelto nel corso del quarto giro (131º assoluto) del Draft NFL 2023 dai Cincinnati Bengals. Nella sconfitta della settimana 2 contro i Baltimore Ravens segnò il suo primo touchdown su un ritorno di punt da 81 yard, il primo touchdown della stagione dei Bengals. Nel turno successivo si infortunò a un pollice contro i Los Angeles Rams, venendo inserito in lista infortunati il 29 settembre 2023. La sua prima stagione si chiuse con 7 ricezioni per 64 yard in 11 presenze, nessuna delle quali come titolare.
Nel settimo turno della stagione 2024 Jones ritornò il kickoff di apertura della gara contro i Cleveland Browns per 100 yard in touchdown, venendo premiato come miglior giocatore degli special team della AFC della settimana.

## Palmarès
- Giocatore degli special team della AFC della settimana: 1

7ª del 2024